# Gymnascella hyalinospora
Gymnascella hyalinospora är en svampart som först beskrevs av Kuehn, G.F. Orr & G.R. Ghosh, och fick sitt nu gällande namn av Currah 1985. Gymnascella hyalinospora ingår i släktet Gymnascella och familjen Gymnoascaceae.   Inga underarter finns listade i Catalogue of Life.